# Saputo
Pour les articles homonymes, voir Saputo (homonymie).
Saputo est une entreprise de l'industrie laitière canadienne fondée en 1954 par la famille Saputo.  Elle produit, met en marché et distribue une vaste gamme de produits, notamment du fromage, du lait nature, des produits laitiers, de la crème et des ingrédients laitiers. 
C'est un des dix plus grands transformateurs laitiers au monde,. Après s’être développée dans sa région d’origine, le Québec, elle s’est surtout agrandie par le biais de fusions et d’acquisitions. Ses produits sont vendus dans plus de 60 pays.
À l’extérieur du Canada, Saputo est présente aux États-Unis, en Argentine, en Australie et au Royaume-Uni.  Saputo est l’un des plus importants transformateurs laitiers au Canada, le premier transformateur laitier en Australie et le deuxième en Argentine. 
Aux États-Unis, la Société est l’un des trois plus grands fabricants de fromage et l’un des plus grands fabricants de produits laitiers ayant une durée de conservation prolongée et de culture bactérienne. Environ la moitié de ses revenus proviennent de ses activités aux États-Unis. 
Le siège du groupe est à Montréal. 

## Histoire
L'entreprise est fondée en 1954 par le maître-fromager Giuseppe Saputo. Originaire de Montelepre, près de Palerme, il avait immigré au Canada en 1950. Son fils, Lino Saputo, le convainc de travailler à son propre compte.
Saputo construit ses propres installations en 1957 dans le quartier Saint-Michel. Il fabrique au départ du fromage. Sa popularité augmente dans les années 1960. 
Un réseau de distribution de mozzarella est mis en place dans les années 1970 pour étendre la livraison et répondre aux besoins des clients. Une usine de transformation du lactosérum est achetée à Saint-Hyacinthe, Québec dans les années 1980.
Pendant les années 1990, Saputo fait l'acquisition de plusieurs sociétés, dont les Fromages Caron, Stella Foods, Culinar et la Crèmerie des Trois-Rivières.
Les années 2000 voient de nouvelles acquisitions pour Saputo : Cayer-JCB, Dairyworld Foods, Molfino Hermanos, Fromage Côté S.A., Distributions Kingsey et Schneider Cheese. En 2008, elle acquiert Neilson Dairy pour 465 millions CAD de George Weston limitée.
En 2004, l'entreprise célèbre son cinquantième anniversaire. 
En 2003, Lino A. Saputo succède à son père et devient président et chef de la direction. Lino Saputo est demeuré président du conseil jusqu'en 2017. Lino A. Saputo occupe ce poste depuis.
En décembre 2012, Saputo annonce l'acquisition de Morningstar Foods pour la somme de 1,45 milliard $US, société qui réalise les deux tiers de ses ventes (dont crème à café, crème glacée, crème à fouetter, cafés glacés, fromage cottage et crème sûre) dans le secteur de la restauration.
En février 2014, Saputo acquiert l'entreprise australienne Warrnambool Cheese and Butter Factory Holding Limited pour 392,7 millions de dollars canadiens. En avril 2014, elle acquiert les activités de lait nature de Scotsburn. En décembre 2014, elle annonce la vente de sa Division Boulangerie.
En 2017, Saputo acquiert Murray Goulburn, une coopération pour 490 millions de dollars.
Le 15 avril 2019, Saputo conclut l'acquisition de Dairy Crest, une entreprise britannique de transformation laitière, pour environ 1,7 milliard de dollars canadiens.

## Principaux actionnaires
Au 10 février 2022.
| Jolina Capital                         | 131 049 476 | 31,6% |
| Placements Italcan                     | 42 500 000  | 10,3% |
| Beutel, Goodman & Co                   | 9 140 231   | 2,21% |
| Caisse de dépôt et placement du Québec | 6 869 531   | 1,66% |
| The Vanguard Group                     | 6 720 710   | 1,62% |
| Leith Wheeler Investment Counsel Ltd.  | 4 399 631   | 1,06% |
| BMO Asset Management, Inc.             | 4 303 709   | 1,04% |
| BlackRock Fund Advisors                | 3 522 509   | 0,85% |
| RBC Global Asset Management, Inc.      | 3 194 478   | 0,77% |
| Mackenzie Financial Corp.              | 3 149 277   | 0,76% |

## Statistiques
- Chiffre d'affaires: 14,3 milliards CAD au 31 mars 2021[3]
- Employés: 18 000 au 10 février 2022[3]
- Usines: 67, dont 18 au Canada, 29 aux États-Unis, 13 à l'international et 7 en Europe en 2021[3].

## Marques
Saputo, Alexis de Portneuf, Armstrong, Cathedral City, Cheer, Clover, Cracker Barrel (marque utilisée sous licence), Dairyland, DairyStar, Devondale, Friendship Dairies, Frigo, Frigo Cheese Heads, Frylight, Joyya, Lait's Go, La Paulina, Montchevre, Murray Goulburn Ingredients, Neilson, Nutrilait, Salemville, Scotsburn (marque utilisée sous licence), Sheese, South Cape, Stella, Sungold, Tasmanian Heritage, Treasure Cave, Woolwich Dairy et Yorkshire Wensleydale ,,,

## Divisions
- Divisions Produits laitiers (Canada)
- Divisions Produits laitiers (USA)
- Divisions Produits laitiers (Argentine)
- Divisions Produits laitiers (Australie)
- Divisions Produits laitiers (Royaume-Uni)[17]